# Tadeusz Hankiewicz
Tadeusz Hankiewicz (ur. 15 października 1918 w Jekaterynosławiu, zm. 24 grudnia 1995 w Warszawie) – pułkownik dyplomowany Wojska Polskiego, dyplomata, działacz partyjny i społeczny.

## Życiorys
W latach 1941–1943 służył w Armii Czerwonej, a od 1943 roku w 1 Polskiej Dywizji Piechoty im. Tadeusza Kościuszki. Walczył w bitwie pod Lenino, a następnie przeszedł szlak bojowy do Berlina. Po zakończeniu II wojny światowej pozostał w wojsku.
W 1951 ukończył studia w Akademii Sztabu Generalnego WP im. gen. Karola Świerczewskiego. Według materiałów zgromadzonych w archiwum Instytutu Pamięci Narodowej był w latach 1947–1953 tajnym współpracownikiem (informatorem) stalinowskiej Informacji Wojskowej o pseudonimie „Antoni”. W następnych latach był między innymi dowódcą 6 Dywizji Piechoty w Krakowie, attaché wojskowym Ambasady PRL w Pekinie (1957–1960), szefem Wydziału Wojskowych Spraw Zagranicznych Sztabu Generalnego WP, attaché wojskowym Ambasady PRL w Belgradzie (1965–1969) oraz dyrektorem Biura w Ministerstwie Spraw Zagranicznych (1969–1979). W 1979 przeszedł w stan spoczynku. W latach 1979–1983 był chargé d’affaires, radcą ambasady i ministrem pełnomocnym Ambasady Polskiej Rzeczypospolitej Ludowej w Albanii.
Członek PPR (1945–1948) i PZPR (od 1948). W latach 1956–1957 był członkiem Egzekutywy Komitetu Wojewódzkiego PZPR w Krakowie.
Był wiceprezesem Rady Krajowej Kombatantów WP. 

## Ordery i odznaczenia
- Krzyż Komandorski Orderu Odrodzenia Polski
- Order Krzyża Grunwaldu III klasy
- Krzyż Oficerski Orderu Odrodzenia Polski
- Krzyż Kawalerski Orderu Odrodzenia Polski
- Medal za Warszawę 1939–1945 (17 stycznia 1946)[2][3]
- Krzyż Bitwy pod Lenino
- Medal 10-lecia Polski Ludowej
- Medal 30-lecia Polski Ludowej
- Medal 40-lecia Polski Ludowej
- Medal za Odrę, Nysę, Bałtyk
- Medal Zwycięstwa i Wolności 1945
- Złoty Medal „Siły Zbrojne w Służbie Ojczyzny”
- Srebrny Medal „Siły Zbrojne w Służbie Ojczyzny”
- Brązowy Medal „Siły Zbrojne w Służbie Ojczyzny”
- Medal „Za udział w walkach o Berlin”
- Złoty Medal „Za zasługi dla obronności kraju”
- Srebrny Medal „Za Zasługi dla Obronności Kraju”
- Brązowy Medal „Za Zasługi dla Obronności Kraju”
- Złota odznaka honorowa „Za Zasługi dla Warszawy” (1979)[4]
- Odznaka Kościuszkowska
- Order Wojny Ojczyźnianej I klasy (ZSRR, 1987)[5]
- Medal „Za zwycięstwo nad Niemcami w Wielkiej Wojnie Ojczyźnianej 1941–1945” (Związek Radziecki)
- Medal jubileuszowy „Czterdziestolecia zwycięstwa w Wielkiej Wojnie Ojczyźnianej 1941–1945” (ZSRR, 1985)[6]